# Бойня (фильм, 1987)
«Бойня» (англ. Slaughterhouse) — американский комедийный слэшер 1987 года режиссёра Рика Росслера. Для промоушена фильма актёр, сыгравший психопата-убийцы, появлялся при рекламе фильме на улицах Вашингтона в таком же виде, который имеет его герой в фильме.

## Сюжет
Старую заброшенную и неработающую скотобойню пытаются выкупить деловые люди, однако владелец Лестер Бэйкон никого не хочет слушать и продавать скотобойню не собирается. Даже общество шерифа не склоняет Лестера к продаже своего имущества. В результате всех этих хождений Лестер разозлился и натравил на людей своего психически больного сына, который не может разговаривать, живёт со свиньями и, к тому же, передвигается на корточках и всячески пытается имитировать поведение свиней, в том числе хрюкать. В это самое время в действие вступает компания людей, захотевших снять фильм о вторжении пришельцев. Естественно для воплощения их замысла им необходимо мрачное окружение, коим и становится заброшенная скотобойня. Они пробираются на территорию скотобойни, а там их ждёт хрюкающий психопат-убийца.

## В ролях
- Дон Баррет — Лестор Бэйкон
- Джо Бартон — психопат-убийца Бадди, Батчер Бой

## Образ убийцы
Созданный образ убийцы в фильме имеет довольно редкие черты и непохож на многих остальных убийц жанра. Убийца обладает большим весом, он несёт явные признаки психической отсталости — живёт со свиньями и пытается изображать их манеры поведения, в том числе хрюкать и бегать на четвереньках. При себе он носит большую тяпку. Убийства в фильме совершаются следующим образом: посредством имеющейся у Бадди тяпкой, бросанием в костедробилку, применением физической силы.